# Lanxess
Lanxess é uma empresa alemã que atua nos setores químico e de polímeros. Foi criada em 2004 com uma reorganização das referidas áreas de atividade no âmbito do grupo Bayer AG. O principal negócio da empresa envolve o desenvolvimento, fabricação e comercialização de plástico, borracha e derivados químicos especiais. A LANXESS está listada no índice FTSE4Good e no Dow Jones Sustainability Index World.
De acordo com a pesquisa FIA Employee Experience, a empresa foi reconhecida como um lugar incrível para trabalhar, porte médio, no Brasil, em 2020.
Também foi eleita pelo Great Place to Work Institute (GPTW) como uma das cem melhores empresas para se trabalhar no Brasil.

## História
As raízes da empresa remetem à 1863, ano em que a Bayer AG foi fundada. Em novembro de 2003 o grupo Bayer decidiu realinhar as secções principais de suas operações químicas e cerca de um terço do seu negócio de polímeros em uma empresa independente como parte de uma grande reorganização. A LANXESS foi fundada com novas estruturas internas em 01 de julho de 2004. Uma reunião Geral Extraordinária foi convocada em Essen em novembro de 2004, nela mais de 99% dos acionistas da Bayer AG representados na reunião votaram a favor do desligamento da LANXESS da Bayer.

## Brasil
Em 1958, o governo federal, presidido por Juscelino Kubistchek, decidiu construir a Fabor, como um dos objetivos de seu Programa de Metas. Uma dos objetivos do Plano de Metas era a construção de uma fábrica de borracha sintética (elastômetros) com capacidade de produção de 40 mil toneladas, para atender as necessidades do mercado interno. O mercado não estava conseguindo ser completamente atendido com o látex, matéria-prima das borrachas naturais vindas das seringueiras amazônicas.
A Fabor entrou em funcionamento em 1962 como unidade operacional da Petrobrás. Em 1968, foi incorporada à Petroquisa. 
Em 1977, foi fundada a Petroflex Indústria e Comércio S.A., subsidiária da Petroquisa que assume as instalações da Fabor. A companhia começa produzindo estireno, um dos componentes do elastômetro, com capacidade de 60 mil toneladas anuais.
Em 1985, passa a atuar em dois polos petroquímicos: um em Triunfo (RS) e outro em Duque de Caxias (RJ).
Em 4 de abril de 1992, ocorre o leilão da Petroflex por US$ 215,6 milhões em consócio privado atuante no setor petroquímico formado por Suzano (20,4%), Norquisa (10,4%), Coperbo (10,0%) e Unipar (10,2%). Posteriormente foram feitas duas ofertas públicas em maio e julho de 2022, sendo adquirida por investidores institucionais (especialmente fundos de pensão, 26,0%), pelos empregados (10,0%) e pelo público, no total de US$ 18,4 milhões.
Em 1993, a Petroflex adquire o controle acionário da Coperbo (Companhia Pernambucana de Borrachas) instalada em Cabo de Santo Agostinho (PE). Na década seguinte, expandiu suas atividades no plano internacional.
Em 2006, com uma capacidade instalada de 410 mil toneladas anuais, a Petroflex era a maior produtora de elastômeros (borrachas sintéticas) da América Latina e uma das cinco maiores do mundo, após iniciar as operações da subsidiária em Delaware (EUA) no ano anterior.
Em 2007, o grupo alemão Lanxess, comprou cerca 70 por cento da Petroflex, controlada pela Braskem e a Unipar, por R$ 527 milhões.